# Michael Vogelius
Michael Steenstrup Vogelius (1953) é um matemático estadunidense.

## Formação
Vogelius obteve um Ph.D. na Universidade de Maryland em College Park em 1980, orientado por Ivo Babuška, com a tese A Dimensional Reduction Approach to the Solution of Partial Differential Equations.

## Carreira
Vogelius é membro da faculdade do Departamento de Matemática da Universidade Rutgers desde 1989.

## Publicações selecionadas
- Analysis of an enhanced approximate cloaking scheme for the conductivity problem.
- Diffusion and Homogenization Limits with Separate Scales
- Approximate Cloaking for the Full Wave Equation via Change of Variables.
- Pointwise polarization tensor bounds, and applications to voltage perturbations caused by thin inhomogeneities.
- An Elliptic Regularity Result for a Composite Medium with "Touching" Fibers of Circular Cross-Section.[3][4]